# Ulica Jacka Malczewskiego w Sopocie
Ulica Jacka Malczewskiego w Sopocie – jedna z najdłuższych ulic w Sopocie (2285 m), przebiegająca od głównej Al. Niepodległości do granic z Gdynią.

## Położenie

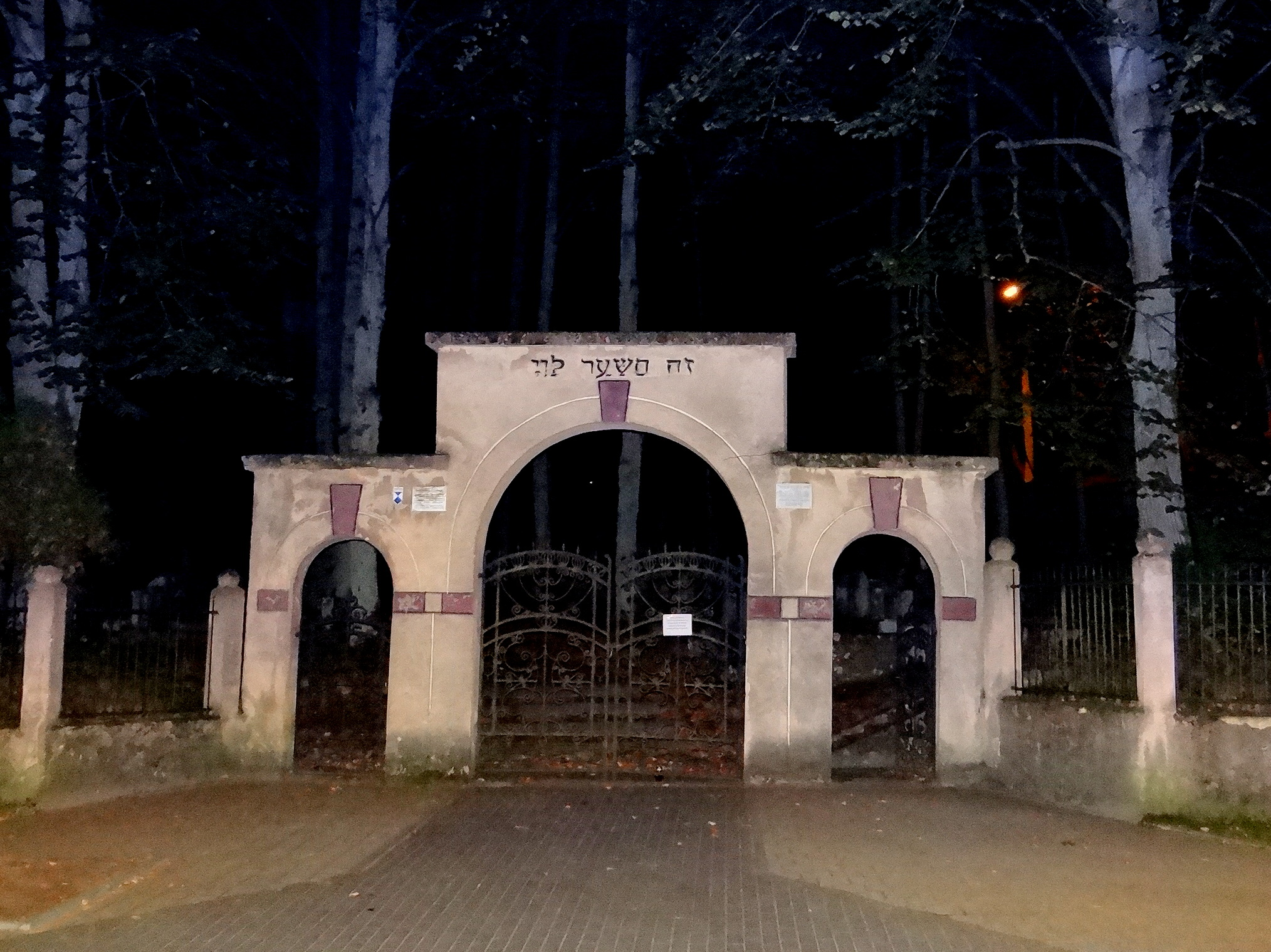
Brama cmentarza żydowskiego (od strony ulicy)

Ulica Malczewskiego położona jest w dolinie Marii (dawniej Mariental), częściowo wśród lasów Trójmiejskiego Parku Krajobrazowego. W górnym odcinku sąsiaduje z sopockim osiedlem Brodwino.
U wlotu ulicy, przy skrzyżowaniu Malczewskiego z Al. Niepodległości stoi zabytkowa, zbudowana ok. 1928, a odnowiona w latach 2020–2021 kapliczka Stella Maris.
Cechą charakterystyczną ulicy jest położenie przy niej dwóch głównych sopockich cmentarzy: cmentarza komunalnego oraz cmentarza katolickiego. Oprócz nich znajduje się tu także nieczynny, zabytkowy cmentarz żydowski.
Położone wyżej w kierunku Gdyni Schronisko dla bezdomnych zwierząt „Sopotkowo” (Malczewskiego 38) przeniesiono tutaj z okolic ul. Moniuszki i Na Piaskach koło Opery Leśnej.
Na drugim krańcu Malczewskiego znajduje się granica z Gdynią, za którą to granicą ulica zmienia nazwę na Sopocką. W latach międzywojennych znajdowało się tutaj – na leśnej drodze o nazwie Grosse Katzerstrasse – przejście graniczne między Wielkim Kackiem, a Wolnym Miastem Gdańsk.

## Zdarzenia i wydarzenia dotyczące ulicy
Na Malczewskiego oraz Sopockiej w Gdyni odbywają się dwudniowe Górskie Samochodowe Mistrzostwa Polski – Lotos Grand Prix Sopot/Grand Prix Sopot-Gdynia. Trasa ta charakteryzuje się dużą liczbą zakrętów i ponad stumetrową różnicą wzniesień.
Rokrocznie ulica Malczewskiego wraz ze swym skrzyżowaniem z Niepodległości jest miejscem o największej liczbie wypadków w Sopocie.